# Artemisa (provins)
Artemisa är en provins i Kuba, i den nordvästra delen av landet strax väster om huvudstaden Havanna. Antalet invånare är 502 312 på en area av 4 004 kvadratkilometer. Provinshuvudstad är Artemisa. Artemisa gränsar till provinserna Pinar del Río, Mayabeque och La Habana (Havanna).
Terrängen i Artemisa är varierad.

## Administrativ indelning
Artemisa delas in i följande elva kommuner:

1. Alquízar
2. Artemisa
3. Bahía Honda
4. Bauta
5. Caimito
6. Candelaria
7. Guanajay
8. Güira de Melena
9. Mariel
10. San Antonio de los Baños
11. San Cristóbal

## Övrigt
Följande samhällen finns i Artemisa:

- Güira de Melena
- Artemisa
- San Cristobal
- Bauta
- San Antonio de los Baños
- Mariel
- Guanajay
- Bahía Honda
- Alquízar
- Candelaria
- Soroa
- Cabañas